# 알렉산드르 케르자코프
알렉산드르 아나톨리예비치 케르자코프(러시아어: Александр Анатольевич Кержаков, Aleksandr Anatolyevich Kerzhakov, 1982년 11월 27일, 러시아 SFSR 킨기세프 ~ )는 러시아의 전 축구 선수, 현 축구 감독으로, 현재 톰 톰스크를 맡고 있다. 포지션은 스트라이커이다.

## 선수 경력
2001년, 러시아의 아마추어 리그에서 러시아 프리미어리그의 제니트로 이적한 그는, 이곳에서 주전 선수가 되면서, 2002년에는 19세라는 어린 나이에 러시아 축구 국가대표팀에 발탁되며, 2002년 FIFA 월드컵에 출전하였다. 2004년에는 러시아 프리미어리그에서 득점왕에 올랐고, UEFA컵에서 맹활약을 하는 등 뛰어난 활약을 펼쳐 러시아외의 많은 클럽으로부터 주목을 받게 되었다.
2006년 12월, 500만 유로라는 이적료에 세비야로 이적하였다. 이적 일 년째에는 그런대로 성적을 냈지만, 이 년째에는 세비야의 감독인 후안 데 라모스 감독이 팀을 떠남과 동시에 출장 기회가 격감했고, 그 때문에 2008년 2월, 디나모 모스크바로 이적하게 되었다. 그러나, 이적 후에도 상태가 좋지 못해, 유로 2008 예선에서 팀내 최다 득점을 기록했지만, 유로 2008에 출전하는 러시아 대표팀 선수 명단에는 들지 못했다.

## 국제대회 경력
케르자코프는 2001년에 러시아 U-21 팀에서 국가대표를 시작했다. 그는 2002년 3월 27일에 에스토니아를 상대로, 러시아 소속으로 첫 A매치 경기를 가졌으며, 2달후, 올레크 로만체프 감독에 의해 2002 한일월드컵의 최종명단에 들게 되었다. 그는 튀니지전과 일본전에서는 후보명단에 있었지만, 벨기에 전에서, 후반 37분, 발레리 카르핀과의 교체 출장으로, 첫 월드컵 경기를 가지게 되었다.

또한 그는 2014년 브라질월드컵에 출전하여, 첫경기인 대한민국을 상대로 0대1로 지던중, 후반 29분, 동점골을 기록하여, 경기를 무승부로 마감하였다.

그는 현재, 러시아 축구 국가대표팀 선수중에서, 2014년 9월 3일, 러시아 힘키의 아레나 힘키에서 열린 아제르바이잔과의 경기에서, 2골을 추가로 득점하며, 28골로, A매치 26골을 득점한 블라디미르 베스차스트니흐를 제치고, 역대 러시아 축구선수중, 가장 많은 득점을 하여 러시아 최고의 공격수라는 명예에 올랐으며, 이 기록은 자신에 의해 계속 신기록이 수립되고있다.

### 국제대회 득점
| 골  | 날짜             | 장소                                           | 상대         | 점수 | 결과 | 대회                    |
| --- | ---------------- | ---------------------------------------------- | ------------ | ---- | ---- | ----------------------- |
| 1.  | 2002년 8월 21일  | 러시아, 모스크바, 로코모티프 스타디움          | 스웨덴       | 1–0  | 1–1  | 친선경기                |
| 2.  | 2002년 9월 7일   | 러시아, 모스크바, 로코모티프 스타디움          | 아일랜드     | 3–1  | 4–2  | UEFA 유로 2004 예선     |
| 3.  | 2002년 10월 16일 | 러시아, 볼고그라드, 센트럴 스타디움            | 알바니아     | 1–0  | 4–1  | UEFA 유로 2004 예선     |
| 4.  | 2005년 3월 26일  | 리히텐슈타인, 파두츠, 라인파르크 슈타디온      | 리히텐슈타인 | 0–1  | 0–2  | 2006년 FIFA 월드컵 예선 |
| 5.  | 2005년 9월 3일   | 러시아, 모스크바, 로코모티프 스타디움          | 리히텐슈타인 | 1–0  | 2–0  | 2006년 FIFA 월드컵 예선 |
| 6.  | 2005년 9월 3일   | 러시아, 모스크바, 로코모티프 스타디움          | 리히텐슈타인 | 2–0  | 2–0  | 2006년 FIFA 월드컵 예선 |
| 7.  | 2005년 10월 8일  | 러시아, 모스크바, 로코모티프 스타디움          | 룩셈부르크   | 2–0  | 5–1  | 2006년 FIFA 월드컵 예선 |
| 8.  | 2007년 3월 24일  | 에스토니아, 탈린, A. 레 코크 아레나            | 에스토니아   | 0–1  | 0–2  | UEFA 유로 2008 예선     |
| 9.  | 2007년 3월 24일  | 에스토니아, 탈린, A. 레 코크 아레나            | 에스토니아   | 0–2  | 0–2  | UEFA 유로 2008 예선     |
| 10. | 2007년 6월 2일   | 러시아, 상트페테르부르크, 페트롭스키 스타디움  | 안도라       | 1–0  | 4–0  | UEFA 유로 2008 예선     |
| 11. | 2007년 6월 2일   | 러시아, 상트페테르부르크, 페트롭스키 스타디움  | 안도라       | 2–0  | 4–0  | UEFA 유로 2008 예선     |
| 12. | 2007년 6월 2일   | 러시아, 상트페테르부르크, 페트롭스키 스타디움  | 안도라       | 3–0  | 4–0  | UEFA 유로 2008 예선     |
| 13. | 2007년 9월 8일   | 러시아, 모스크바, 로코모티프 스타디움          | 안도라       | 3–0  | 3–0  | UEFA 유로 2008 예선     |
| 14. | 2009년 6월 10일  | 핀란드, 헬싱키, 헬싱키 올림픽 스타디움         | 핀란드       | 0–1  | 0–3  | 2010년 FIFA 월드컵 예선 |
| 15. | 2009년 6월 10일  | 핀란드, 헬싱키, 헬싱키 올림픽 스타디움         | 핀란드       | 0–2  | 0–3  | 2010년 FIFA 월드컵 예선 |
| 16. | 2010년 10월 8일  | 아일랜드, 더블린, 아비바 스타디움              | 아일랜드     | 0–1  | 2–3  | UEFA 유로 2012 예선     |
| 17. | 2010년 10월 12일 | 마케도니아 공화국, 스코페, 필리포스 2세 아레나 | 북마케도니아 | 0–1  | 0–1  | UEFA 유로 2012 예선     |
| 18. | 2012년 5월 25일  | 러시아, 모스크바, 로코모티프 스타디움          | 우루과이     | 1–1  | 1–1  | 친선경기                |
| 19. | 2012년 6월 1일   | 스위스, 취리히, 레치그룬트                     | 이탈리아     | 0–1  | 0–3  | 친선경기                |
| 20. | 2012년 9월 11일  | 이스라엘, 라마트 간, 라마트 간 스타디움        | 이스라엘     | 0–1  | 0–4  | 2014년 FIFA 월드컵 예선 |
| 21. | 2012년 9월 11일  | 이스라엘, 라마트 간, 라마트 간 스타디움        | 이스라엘     | 0–1  | 0–4  | 2014년 FIFA 월드컵 예선 |
| 22. | 2012년 10월 12일 | 러시아, 모스크바, 루즈니키 스타디움            | 포르투갈     | 1–0  | 1–0  | 2014년 FIFA 월드컵 예선 |
| 23. | 2013년 9월 6일   | 러시아, 카잔, 센트럴 스타디움                  | 룩셈부르크   | 3–0  | 4–1  | 2014년 FIFA 월드컵 예선 |
| 24. | 2013년 10월 11일 | 룩셈부르크, 룩셈부르크, 스타드 요지 바르텔     | 룩셈부르크   | 0–4  | 0–4  | 2014년 FIFA 월드컵 예선 |
| 25. | 2014년 5월 26일  | 러시아, 상트페테르부르크, 페트롭스키 스타디움  | 슬로바키아   | 1–0  | 1–0  | 친선경기                |
| 26. | 2014년 6월 18일  | 브라질, 쿠이아바, 아레나 판타나우              | 대한민국     | 1–1  | 1–1  | 2014년 FIFA 월드컵      |
| 27. | 2014년 9월 3일   | 러시아, 힘키, 아레나 힘키                      | 아제르바이잔 | 1–0  | 4–0  | 친선경기                |
| 28. | 2014년 9월 3일   | 러시아, 힘키, 아레나 힘키                      | 아제르바이잔 | 2–0  | 4–0  | 친선경기                |
| 29. | 2014년 11월 18일 | 헝가리, 부다페스트, 그루파마 아레나            | 헝가리       | 0–2  | 1–2  | 친선경기                |
| 30  | 2015년 6월 7일   | 러시아, 힘키, 아레나 힘키                      | 벨라루스     | 4–2  | 4–2  | 친선경기                |

## 수상
제니트
- 러시아 프리미어리그: 2010, 2011-12, 2014-15
- 러시아 컵: 2009-10
- 러시아 슈퍼컵: 2011, 2016
- 러시아 프리미어리그컵: 2003

세비야
- UEFA컵: 2006-07
- 코파 델 레이: 2006-07
- 수페르코파 데 에스파냐: 2007

FC 취리히
- 스위스컵: 2015-16

개인
- 2002년 First Five상 - 올해의 러시아 프리미어리그 최고의 영플레이어상 (러시아 축구 협회에서 수상)
- 2003년 러시아 프리미어리그 득점왕
- 2002-03년 스트렐렛츠상 - 러시아의 최고의 공격수
- 2004년 올해의 젠틀맨 선수 (콤소몰스카야 프라우다에서 수상)
- 2005년 감독들이뽑은 올해의 러시아 프리미어리그 선수